# Alain Connes
Alain Connes (tiếng Pháp: [alɛ̃ kɔn]; sinh ngày 1 tháng 4 năm 1947) là một nhà toán học người Pháp và một nhà vật lý lý thuyết, nổi tiếng với những đóng góp của ông trong nghiên cứu đại số toán tử và hình học không giao hoán. Ông là giáo sư tại Collège de France, IHÉS, Đại học Bang Ohio và Đại học Vanderbilt. Ông đã được trao tặng Huy chương Fields vào năm 1982.

## Nghiên cứu
Alain Connes nghiên cứu đại số toán tử. Trong những công trình đầu tiên của mình về đại số von Neumann vào những năm 1970, ông đã thành công trong việc thu được sự phân loại gần như đầy đủ các nhân tử đơn ánh. Ông cũng đặt ra bài toán nhúng Connes. Sau đó, ông đã có những đóng góp trong lý thuyết toán tử K và lý thuyết chỉ số, mà đỉnh cao là giả thuyết Baum – Connes. Ông cũng giới thiệu đối đồng đều cyclic vào đầu những năm 1980 như một bước đầu tiên trong việc nghiên cứu hình học vi phân không giao hoán. Ông từng là thành viên của nhóm Bourbaki.
Connes đã áp dụng nghiên cứu của mình trong các lĩnh vực toán học và vật lý lý thuyết, bao gồm lý thuyết số, hình học vi phân và vật lý hạt.

## Giải thưởng
Connes được trao tặng Huy chương Fields năm 1982, Giải thưởng Crafoord năm 2001 và huy chương vàng của CNRS năm 2004. Ông là diễn giả được mời tại Đại hội Toán học Quốc tế năm 1974 tại Vancouver và năm 1986 tại Berkeley và là diễn giả toàn thể tại Đại hội Toán học Quốc tế năm 1978 tại Helsinki. Ông là thành viên của Viện Hàn lâm Khoa học Pháp và một số viện và hiệp hội nước ngoài, bao gồm Viện Hàn lâm Khoa học Hoàng gia Đan Mạch, Viện Hàn lâm Khoa học Na Uy, Viện Hàn lâm Khoa học Nga và Viện Hàn lâm Khoa học Quốc gia Hoa Kỳ.